# Kunugia jianchuanensis
Kunugia jianchuanensis is een vlinder uit de familie van de spinners (Lasiocampidae). De wetenschappelijke naam van de soort is voor het eerst geldig gepubliceerd in 1976 door Tsai & Hou.